# Frignano
Frignano est une commune de la province de Caserte dans la Campanie en Italie.

## Administration
| Période                                  | Période  | Identité        | Étiquette | Qualité |
| ---------------------------------------- | -------- | --------------- | --------- | ------- |
| 30 mai 2006                              | En cours | Lucio Santarpia | Uniti     |         |
| Les données manquantes sont à compléter. |          |                 |           |         |

### Communes limitrophes
Aversa, Casaluce, San Marcellino, San Tammaro, Villa di Briano

## Personnalités
- Luca Tozzi (1638-1717) médecin italien